# Rise of Nations: Thrones and Patriots
Rise of Nations: Thrones and Patriots este un pachet de expansiune a jocului video de strategie în timp real Rise of Nations. Jocul este al doilea din seria Rise of Nations, produsă de Big Huge Games. Thrones and Patriots s-a lansat în premieră pentru Microsoft Windows la 27 aprilie 2004 în America de Nord. Ea a fost adaptată pentru Mac OS X, fiind lansată în noiembrie 2004. Rise of Nations: Extended Edition a fost lansată pe Steam la 12 iunie 2014, fiind incluse ambele jocuri originale și Thrones and Patriots cu o actualizare a graficii și integrarea a Steamworks pentru multiplayer.